# John McTiernan
John McTiernan Jr. (Albany, New York, 8. siječnja 1951.), američki filmski redatelj i producent.
Smatra ga se jednim od najboljih, ako ne i najboljim redateljem akcijskog filma uopće, jer je svojim naslovima, poput "Umri muški", "Predator" i "Lov na Crveni oktobar" učinio da njegovi junaci postanu i veći od filma, što je poglavito uspio s likom Brucea Willisa kao John McClanea u "Umri muški". Za njegove filmove karakteristično je da su negativci često Europljani koji u filmovima govore svojim materinjim jezikom.
Također, nedavno je bio upao u aferu prisluškivanja, gdje je i priznao krivnju zato što je lagao agentima FBI-a da je dao nalog privatnom detektivu Anthonyju Pellicanu da prisluškuje producenta Charlesa Rovena.

## Filmografija (kao redatelj)
- Ubojite namjere (Basic, 2003)
- Rollerball (2002),
- Afera Thomasa Crowna (The Thomas Crown Affair, 1999)
- 13. ratnik (The 13th Warrior, 1999)
- Umri muški 3 (Die Hard: With a Vengeance, 1995)
- Posljednji akcijski junak (Last Action Hero, 1993)
- Posljednji dani raja (Medicine Man, 1992)
- Lov na Crveni oktobar (The Hunt for Red October, 1990)
- Umri muški (Die Hard, 1988)
- Predator (1987)
- Nomadi smrti (Nomads, 1986)

## Nagrade
- 1990. - Blue Ribbon Award za najbolji strani film "Umri muški"
- 1989. - Hochi Film Awards za najbolji strani film "Umri muški"
- 1990. - Kinema Junpo Awards za najbolji strani film "Umri muški"